# 한국창의예술고등학교
한국창의예술고등학교(韓國創意藝術高等學校)는 대한민국 전라남도 광양시 마동에 있는 공립 고등학교이다.

## 학교 연혁
- 2020년 3월 1일 : 한국창의예술고등학교 개교
- 2023년 1월 5일 : 제1회 졸업식 47명 졸업(창의음악과 27명, 창의미술과 20명)
- 2024년 3월 1일 : 한국창의예술중고등학교 통합학교
- 2025년 1월 15일 : 제3회 졸업식 54명 졸업(총 141명)

## 설치 학과
- 창의예술과

## 참고 자료
- 한국창의예술고등학교 - 한국교육학술정보원 학교알리미